# Eduardo Navega
Eduardo Navega ist ein brasilianischer Dirigent.
Navega begann seine musikalische Ausbildung in São Paulo, studierte Komposition und Dirigieren an der Universidade Estadual de Campinas und der University of Sheffield (Master) und erlangte an der Hartt School of Music das Diplom als Orchesterdirigent. Zu seinen Lehrern zählten Benito Juárez, Henrique Gregori und Harold Farberman.
Von 1978 bis 1989 leitete Navega den Chor der Universität von São Paulo, für den er zahlreiche brasilianische Volkslieder arrangierte. Ab 1987 spielte er Bratsche im Campinas Symphony Orchestra, dessen zweiter Dirigent er von 1989 bis 1997 war. Während seiner Studienzeit in Sheffield leitete er 1992–93 das Kammerorchester der Universität. 1995 wurde er von der APCA (Associação Paulista de Críticos de Arte), einem brasilianischen Kritikerverband, als Up and Coming Conductor of the Year ausgezeichnet. Seit 1999 ist er Dirigent des Vassar College Orchestra.
Als Gastdirigent leitete Navega eine Anzahl brasilianischer Chöre und Orchester sowie das Philharmonische Orchester Varna. Er dirigierte Welturaufführungen von Werken zeitgenössischer Komponisten wie Livio Tratemberg, Cirio Pereira und Antonio de Almeida Prado sowie Opernaufführungen  in Brasilien und den USA. Er unterrichtet Dirigieren am The Conductors Institute des Bard College.